# Capital Partners
Capital Partners este o companie de servicii financiare din România.
Compania are activități pe trei direcții de business - consultanță pentru achiziții în real estate, finanțări corporative și consultanță în fuziuni și achiziții.
A fost înființată în anul 2004 și este cea mai mare casă de investiții din România.
Este cea mai mare casă de consultanță pentru fuziuni și achiziții de pe piața locală.
În 2007 a avut un volum de business de circa 750 de milioane de euro, față de 350 milioane de euro în 2006.
În anul 2008, Piraeus Bank a cumpărat 51% din Finnagan Holdings Limited, o companie cu sediul în Cipru care deține Capital Partners, într-o tranzacție în valoare de 32 milioane de euro.
Rezultate financiare (milioane euro):
| Anul             | 2007 | 2006 | 2005 |
| ---------------- | ---- | ---- | ---- |
| Cifra de afaceri | 5    | 3    | 1    |
| Venitul net      | 4    | 0,04 | 0,8  |